# Bhut Jolokia
Naga Jolokia (Bhut Jolokia, «перець-привид (дух)») — сорт перцю-чилі Capsicum chinense L., природний гібрид.
Походить з штату Ассам (північний схід Індії) та Бангладеш. Місцеві назви —naga morich,bhut jolokia.
Naga Jolokia — один з найпекучіших у світі, з індексом пекучості за шкалою Сковілла 1 040 000 SHU. Відрізняється високим вмістом капсаїцину.

## Галерея

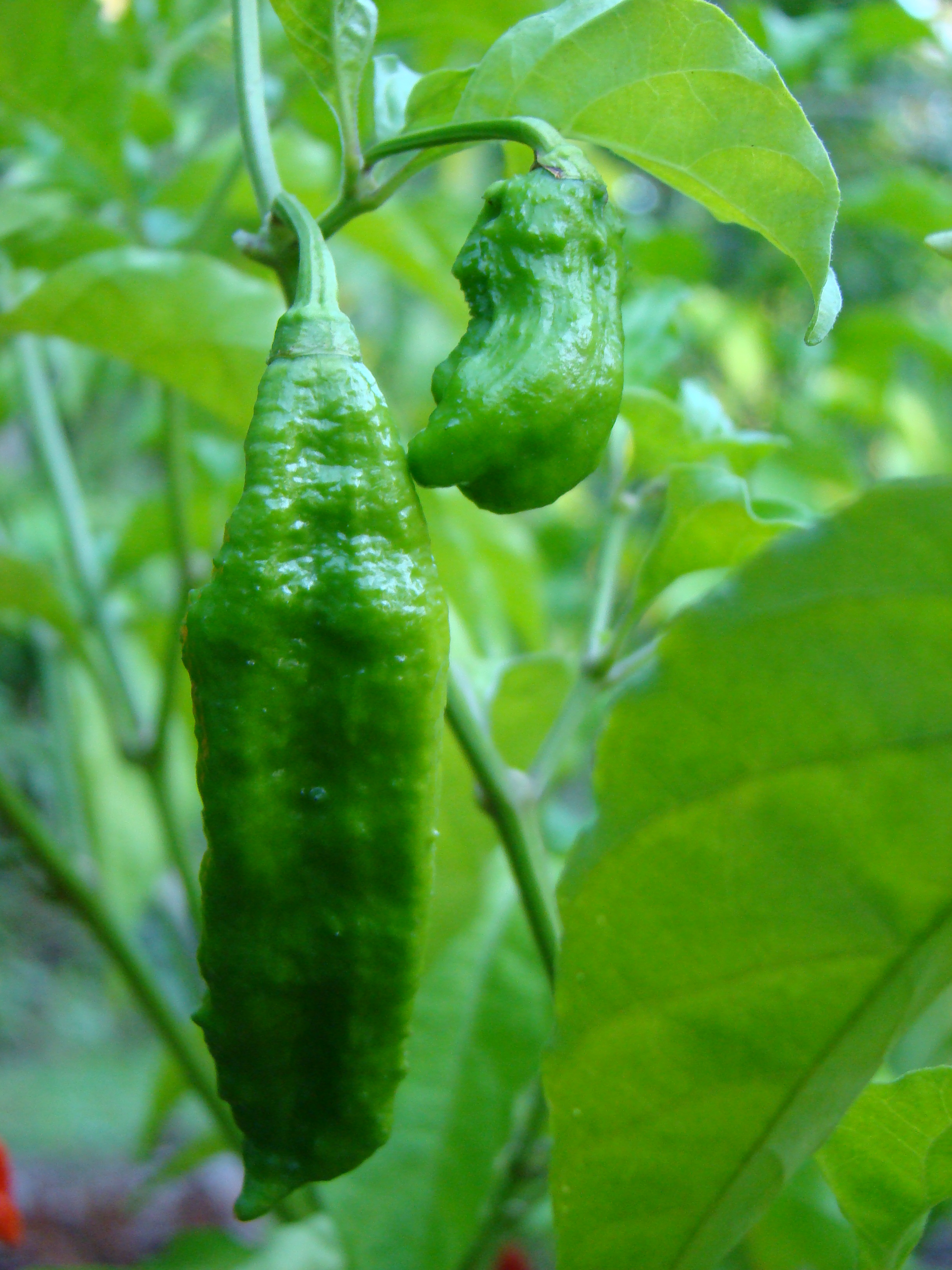
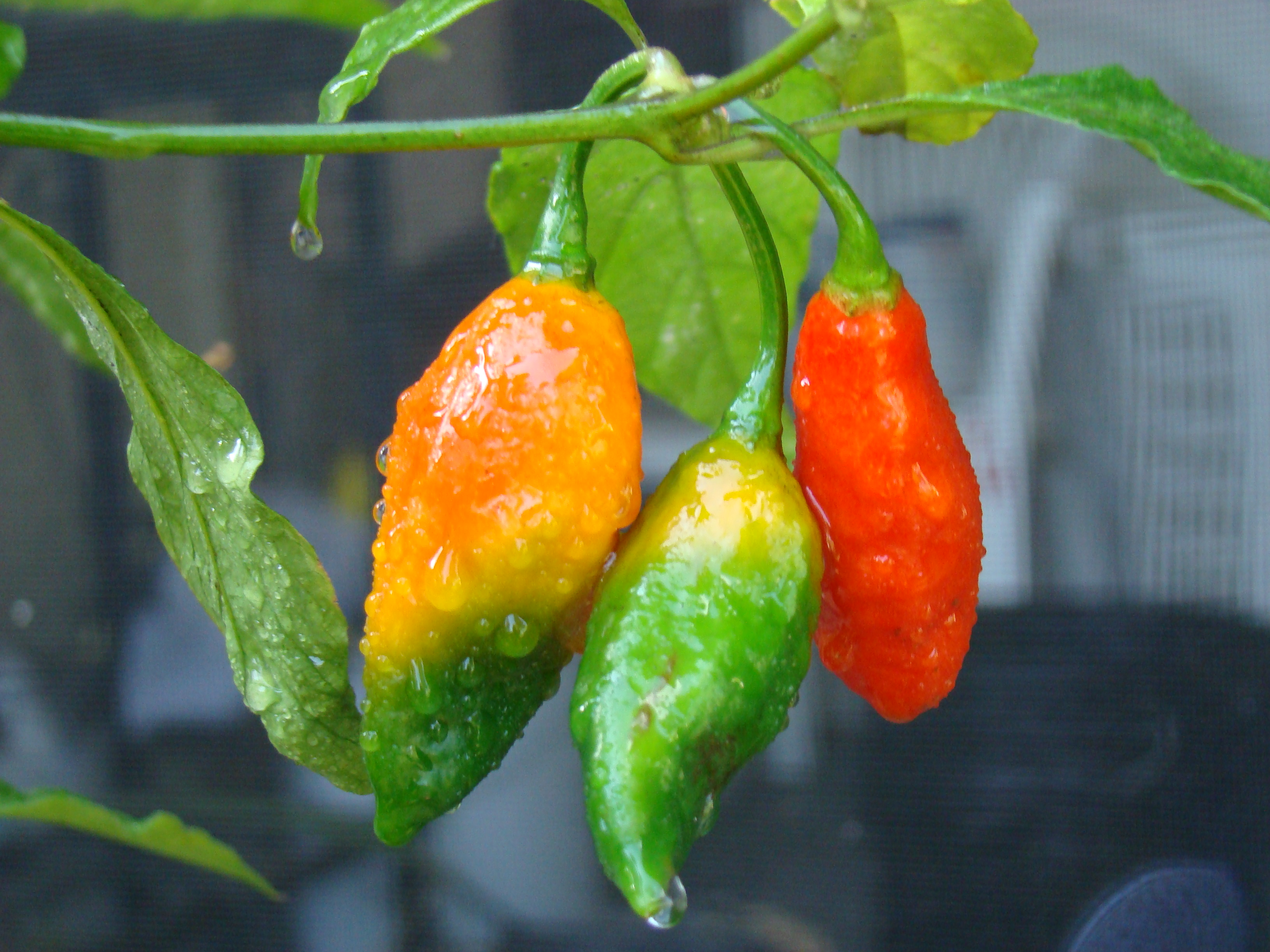
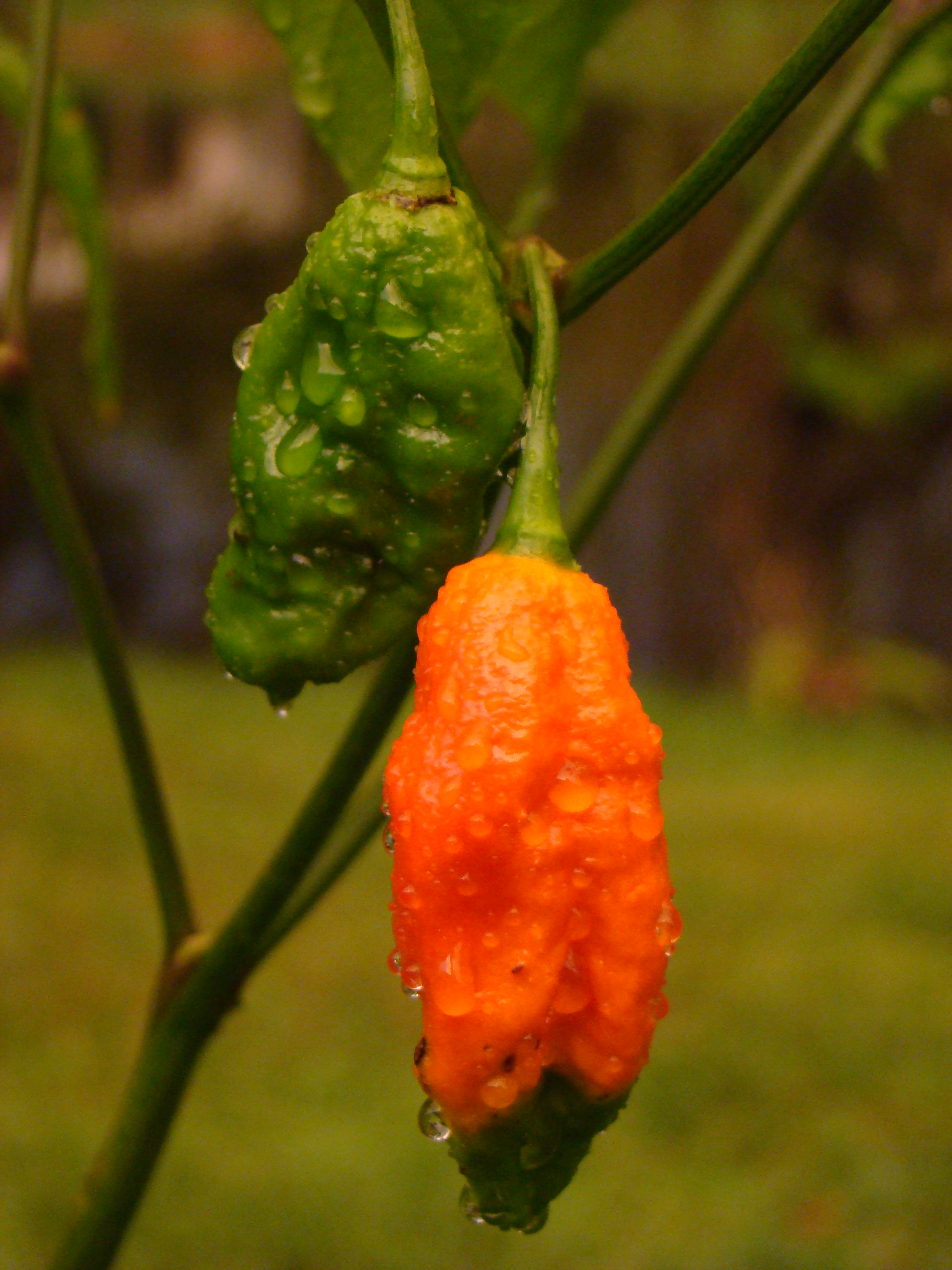
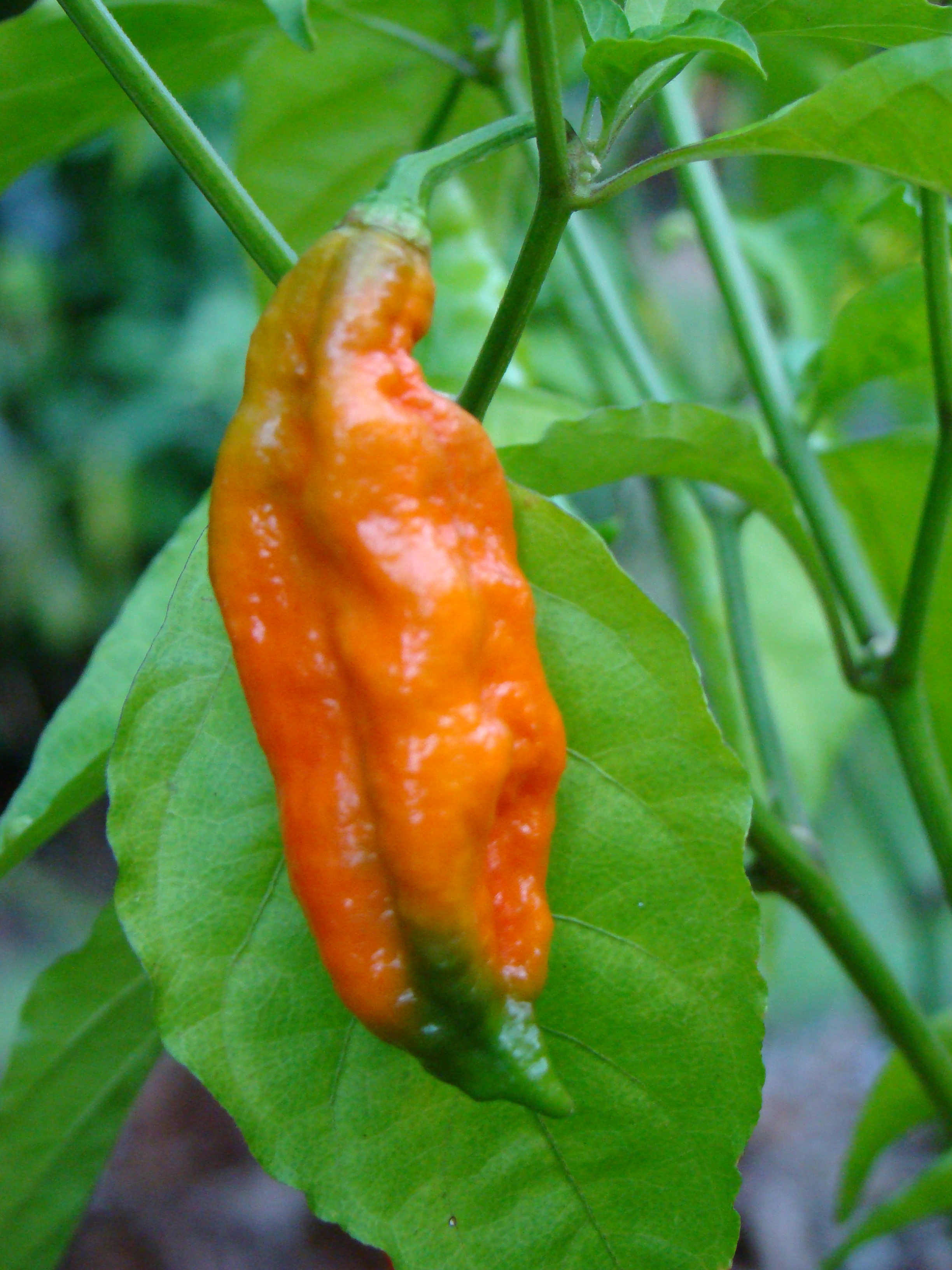
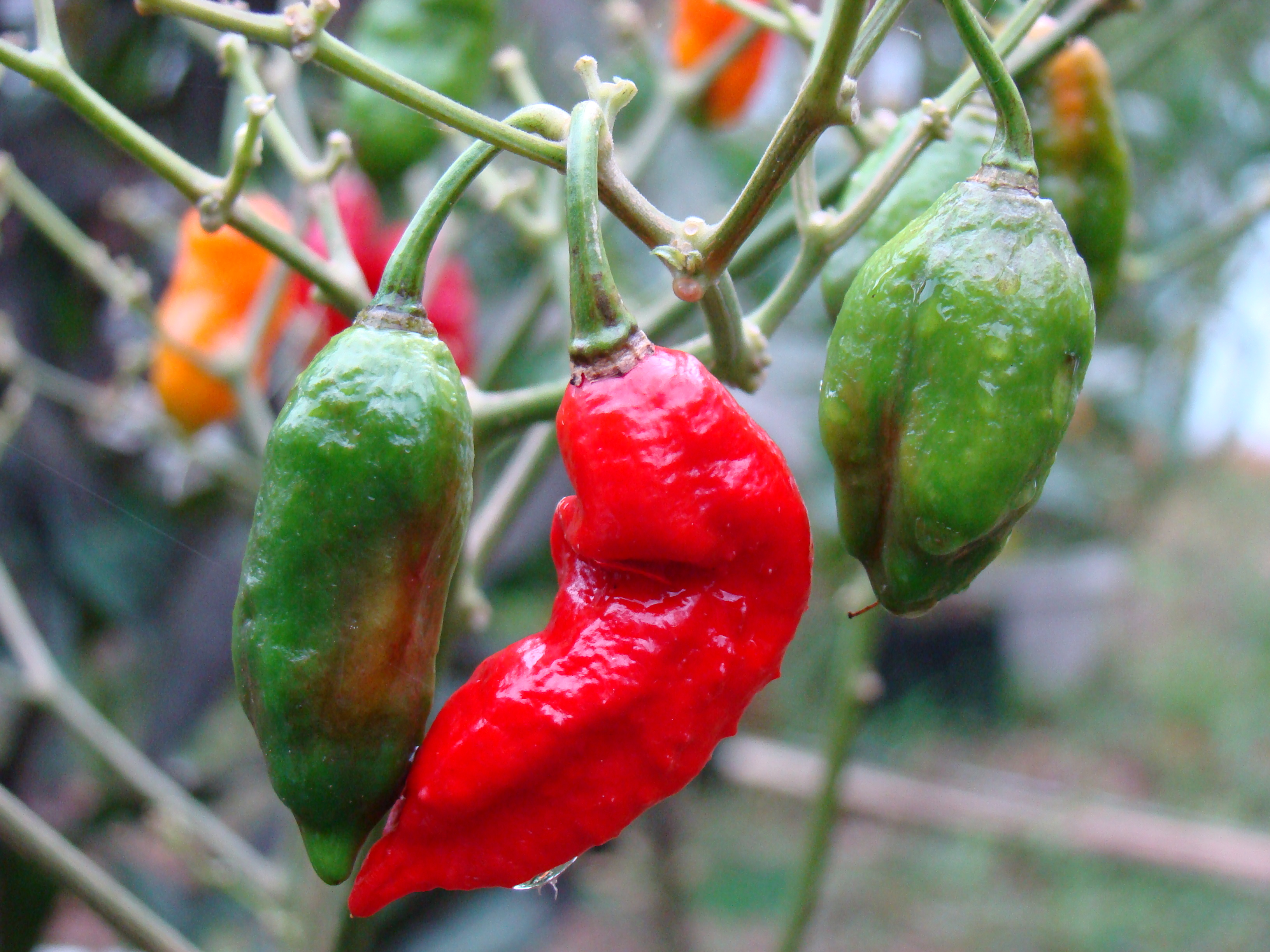
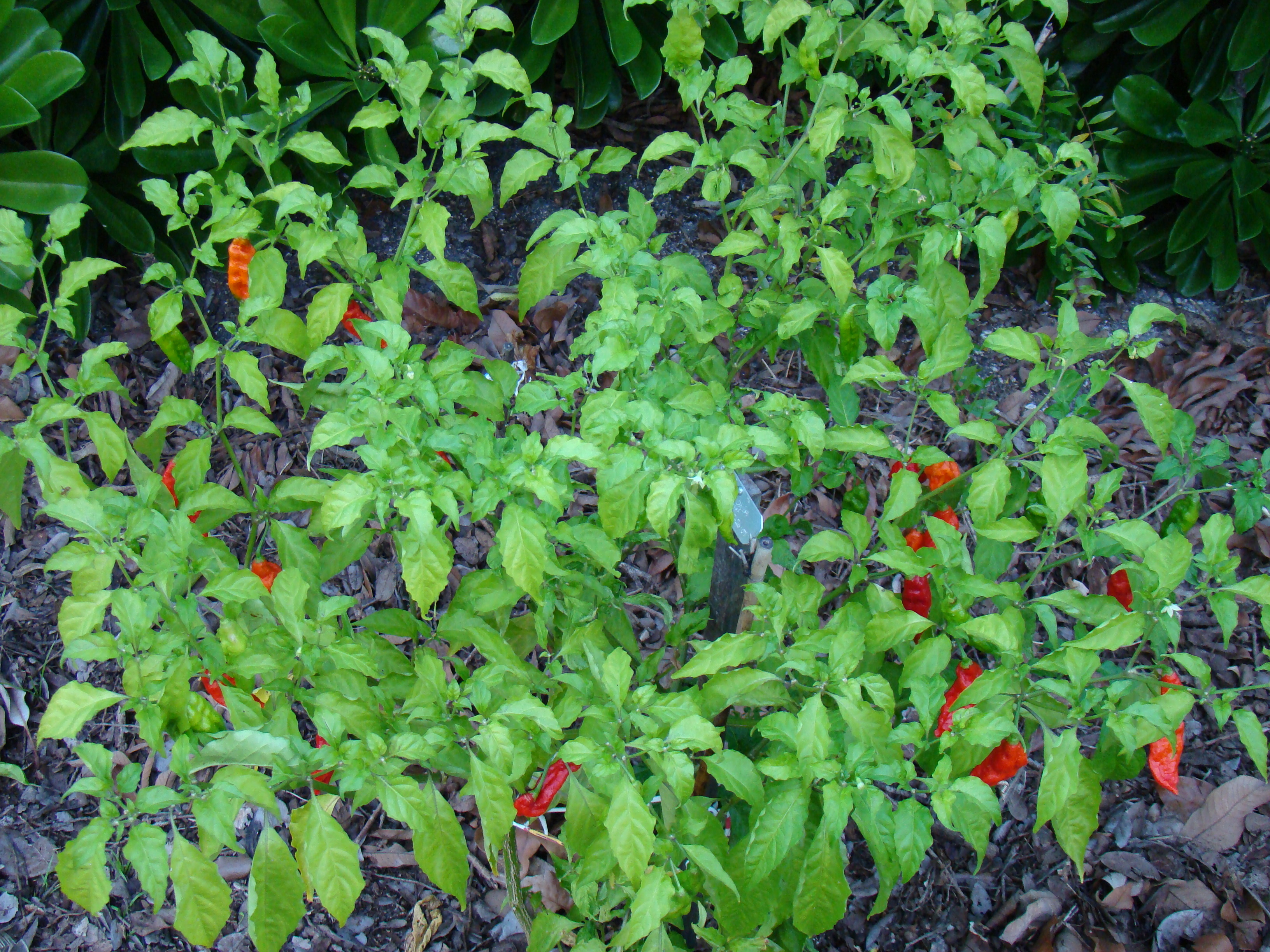
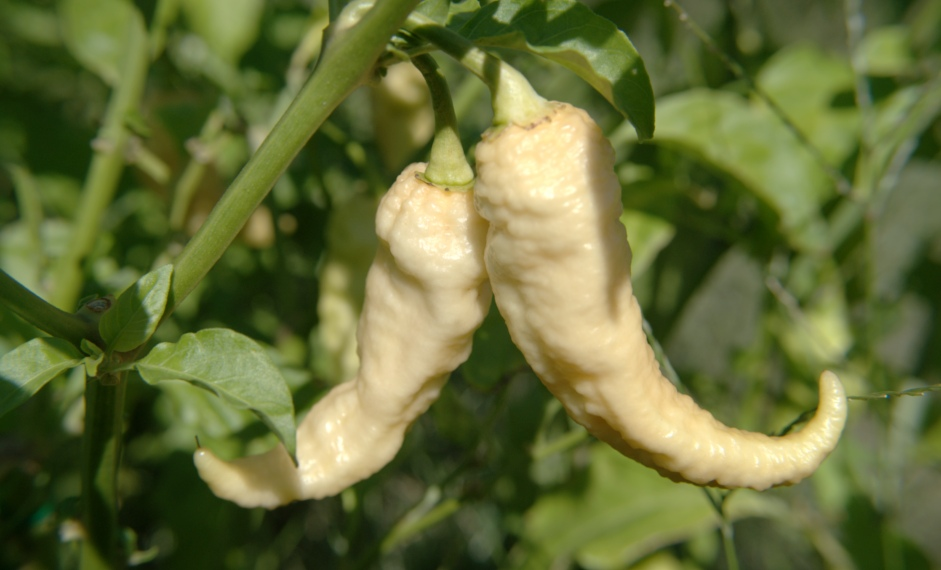
Peach Bhut Jolokia Перець-привид
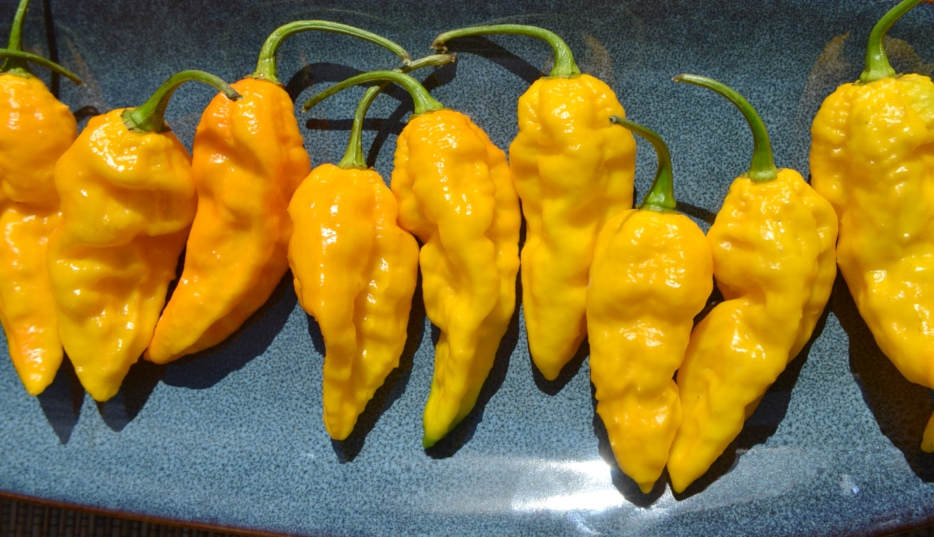
Жовтий Bhut Jolokia Перець-привид
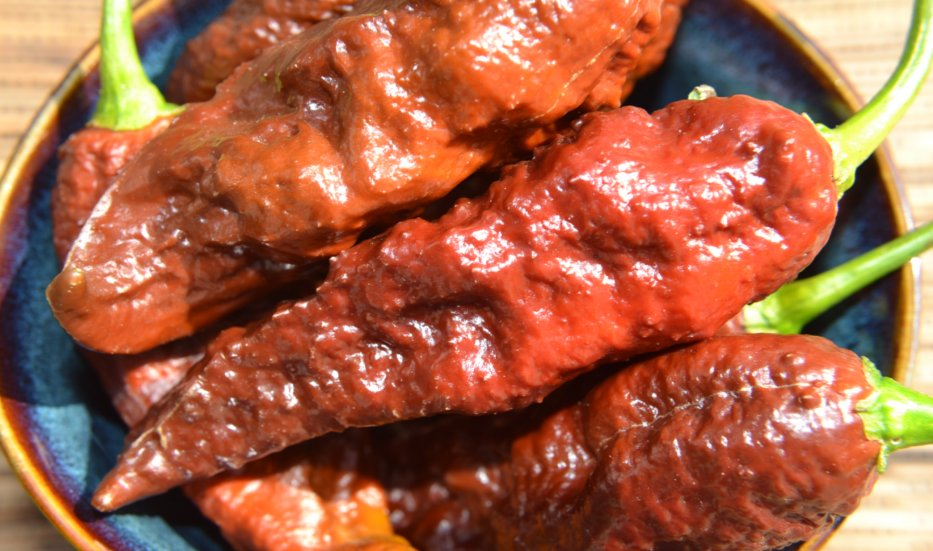
Коричневий Bhut Jolokia Перець-привид
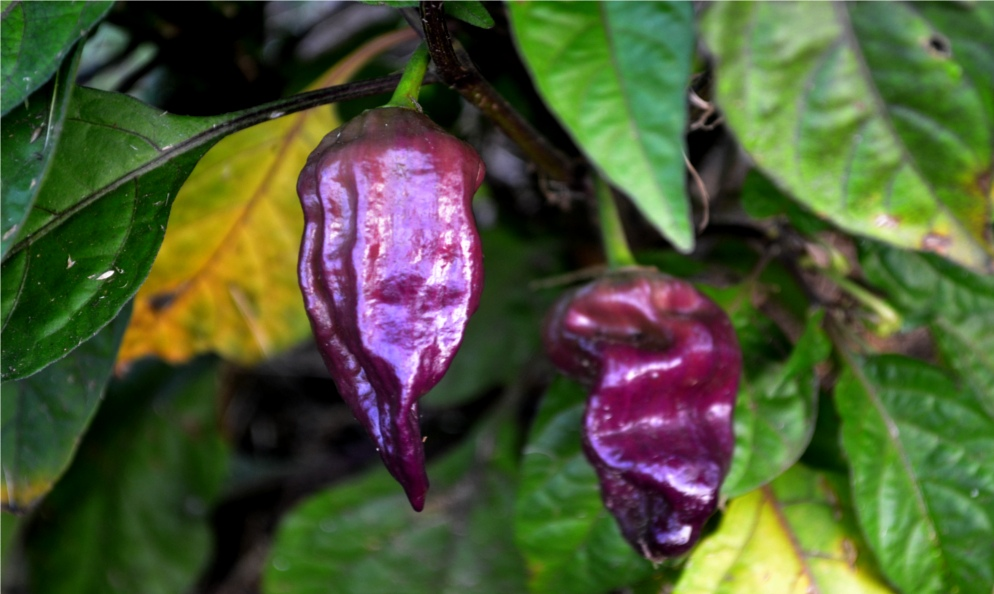
Фіолетовий Bhut Jolokia Перець-привид
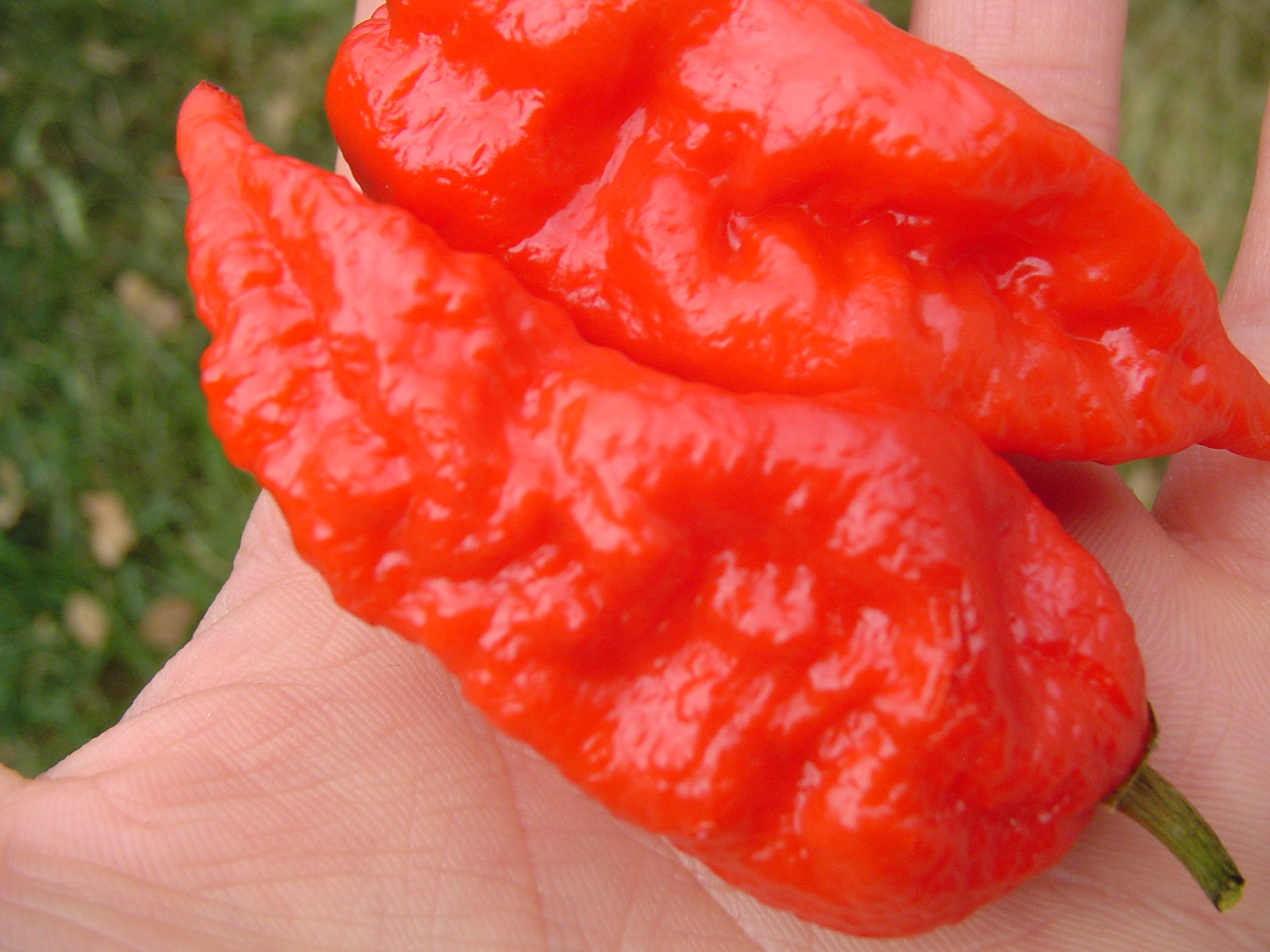
Червоний Bhut Jolokia Перець-привид